# Calle Malioboro
La Calle Malioboro (en indonesio: Jalan Malioboro) es una importante calle comercial de Yogyakarta, Indonesia, cuyo nombre también se utiliza más generalmente para el barrio que para la calle. Se desarrolla con un eje norte-sur en la línea entre Yogyakarta Kraton y el Monte Merapi. La calle es el centro de la mayor zona turística de Yogyakarta rodeada de muchos hoteles y restaurantes de la zona. Las aceras a ambos lados de la calle están llenas de pequeños puestos que venden una variedad de productos.